# 溫暖的再見
《溫暖的再見》（韓語：뜨거운 안녕），是一部2013年上映的韓國電影。講述時常闖禍的偶像歌手和生命即將走到盡頭的癌症病患們組成樂隊，精心準備人生最後一場表演的故事。

## 演員陣容
- 李洪基 飾 忠義
- 馬東錫 飾 武盛
- 林元熙 飾 奉植
- 白珍熙 飾 金安娜
- 全敏書 飾 夏恩
- 沈宜英 飾 力燦母
- 李敏亞 飾 夏恩母
- 全秀卿 飾 院長修女
- 崔　權 飾 光三
- 盧康民 飾 力燦
- 李載九 飾 忠義父
- 郭子衡 飾 夏恩父

## 外部連結
- 官方网站
- NAVER電影 （页面存档备份，存于）